# Анцил
Анцил (на латински: Ancile) в Древен Рим — свещен щит на бог Марс, паднал от небето в отговор на молитвите към боговете на цар Нума Помпилий да защитят града. Падането на щита е съпроводено с глас, който съобщава, че Рим ще бъде господар на света, докато притежава този щит.
Щитът става свещен предмет паладий, гарантиращ безопасността и разцвета на Римската държава. По заповед на Нума Помпилий са изработени 11 негови копия (Ancilia, Анцилия), като всичките дванадесет свещени щита са съхранявани в Регията. Те са поверени на жреческата колегия на салиите, които веднъж годишно през март ги изнасят по време на тържественото си шествие през града.
Щитовете Ancilia са бронзови и имат елипсовидна форма с прорези от двете страни.